# Acronyches willistoni
Acronyches willistoni là một loài ruồi trong họ Asilidae. Acronyches willistoni được Hermann miêu tả năm 1921. Loài này phân bố ở vùng Tân nhiệt đới.